# Можлива причина
Можлива причина (англ. Probable Cause) — канадський бойовик 1994 року.

## Сюжет
Невідомий вбиває поліцейських. Зупинити серію кривавих злочинів наказано детективу Гері Януку, який є складним і незручним. Коли Янук і його нова напарниця Лінн Райлі починають своє полювання, їм стає ясно: вбивця весь час на крок попереду, він хитрий і спритний. І коли гине сьома жертва у списку вбивці залишається тільки два імені: Гері і Лінн.

## У ролях
- Кейт Вернон — Лінн Райлі
- Джеймс Доунінг — Метью Баретті
- Девід Ніл — Чарльз Бакман
- Девід МакНаллі — Джейсон Хілі
- Кірк Балц — Джон Санчес
- Майкл Айронсайд — Гері Янук
- Пол Койер — Бен Страуд
- Крейг Т. Нельсон — лейтенант Луї Вітмайр
- Тім Айріксон — Ендрю Левітт
- Кендіс Елзінга — повія
- Мішель Торн — стриптизерка 1
- Рік Еш — бармен
- Грег Лосон — Піт Маллой
- Мішель Міллер — Ірен
- Вес Тріттер — доктор Блюменталь
- Ліза Макінтош — стриптизерка 2
- Денніс Робінсон — поліцейський в стрип-клубі
- Орест Кінасевіч — продавець
- Горд Марріотт — черговий сержант
- Рауль Томе — рисувальник
- Крістін Макінніс — Джекі
- Коллін Тіллотсон — дружина Генрі
- Шон Джонстон — Генрі Деварріо
- Ларрі Різ — Нельсон Періс
- Стефен Спаркс — молодий лікар
- М. Еммет Волш — Седлер
- Нола Огустсон — Sleep Talker
- Маршалл Белл — інструктор
- Джон Хадсон — Тодд Карлсон
- Брук Едамс